# Alioș, Timiș
Alioș (română Alioș, 1924: Iliești, germană Aliosch, dialect: Aliuș; maghiară Temesillésd) este un sat în comuna Mașloc din județul Timiș, Banat, România.

## Geografie
Alioș este situat în nordul județului Timiș, la 40 de km de Timișoara, pe drumul către Lipova, Alioșul face trecerea de la pustă la colinele premergătoare dealurilor Lipovei. Comuna este la o distanță de 17 km de la Lipova. Distanța până la Arad este de 24 km, dar pe drumul de țară care traversează mijlocul satului, numit și „Drumul Aradului” se pare că sunt 18 km.
Cele mai apropiate mănăstiri ortodoxe sunt: Bodrog, lângă Arad și Feredeu la 45 de km de Alioș.
Zona se pretează agriculturii și zootehniei. Colinele Alioșului fac începutul zonei viticole care se întinde de aici până dincolo de Cuvin. Împrejurimile satului sunt: Valea Irigului, Allodial, Uberland, Gyurok, Valea Fibișului, Valul Roman, Dealul Ungurului, Cetate.

## Istorie

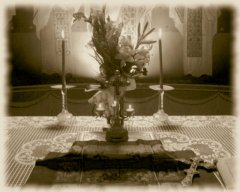
Altar biserică (în sepia)

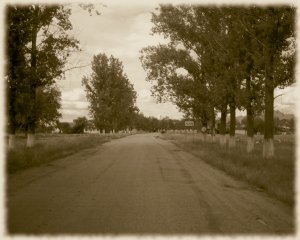

Se pare că așezări în zona Alioșului au fost atestate de vestigii încă din epoca bronzului. Numele anterioare celui contemporan pornesc de la Helensfalva la 1335 și alterându-se spre Elleus(monustra) în 1561. În 1774 satul este menționat ca Alleosch. În 1780 însuși Francesco Griselini amintește de Alleyusch.
În apropierea satului de păstrează semnele existenței unei cetăți. Cercetările în zonă au fost prea firave ca să putem spune mai mult despre aceasta. În apropiere ei există o fântână foarte adâncă ce pare a fi o realizare strategică, în legătură cu cetatea. Preotul Traian Ungureanu, care a adunat date despre Alioș, menționează predarea către DCA- ul vremii a unui cazan vechi de 800 de litri, folosit probabil la bucătăria cetății	
Până în 1823 vatra satului se afla la NV de cea actuală. Acolo exista o biserică de lemn. Fiind epoca sistematizărilor localităților Imperiului Austro-Ungar, în mod "convenabil" un incendiu a mistuit satul vechi, ușurând procesul de strămutare pe vatra nouă. Atunci s-a început construirea bisericii noi, lucrare care a durat din 9 iulie 1823 și s-a sfințit în 1 ianuarie 1826. Preoții parohi ai vremii au fost: Sava Petrovici în parohia a I a, Teodor Codreanu în parohia a II a și Avram Ioanovici în parohia a III a. Satul avea un număr de 2184 ortodocși, 36 catolici și 2 reformați și aproximativ 20 de evrei.	
Anul 1848 a fost important și pentru satul Alioș care și-a adus contribuția proprie la evenimentele ce au schimbat întreaga Europă. Comitetul Politic al Românilor din Timisoara a avut inițiativa publicării unui manifest prin care se arătau excesele revoluționarilor maghiari. În urma acestuia preotul Vasile Popescu din Alioș, alături de preotul Jivoin Petrovici din Sânnicolau Mic, membri ai Comitetului Politic au fost condamnați la moarte prin spânzurare din ordinul lui Kulteter Murany.
Structura religioasă a satului era la 1881 astfel: 1674 ortodocși, 115 romano-catolici, 31 evanghelici. În 1884, într-o suită restrânsă, satul a fost vizitat de Maiestatea Sa Franz Josef I, împăratul austro-ungar. Faptul că vizita a fost în suită restrânsă arată că a fost una prietenoasă și neprotocolară. Anul 1890 găsește satul cu următoarea structură etnică: 1696 români, 20 maghiari, 192 germani și 4 slovaci. În 1910 cei 314 germani și 7 maghiari încep construirea bisericii romano-catolice.
Evenimentele din 1918 și 1919 au dus la ocuparea satului de trupele sârbe. Acestea au fost învinse și forțate să ia poziții noi de trupele franceze. La marginea satului de găsește mormântul unui soldat francez (loc neidentificat în prezent). Fiind înrolat de armata austro-ungară, locotenentul Petru Țiucra, fiul preotului alioșan Avesalom Țiucra a trecut de partea trupelor române cu întreaga companie, încă de la prima confruntare. În urma acestui act preotul Avesalom Țiucra a fost bătut atât de grav încât suferințele l-au marcat pentru restul vieții, rămânând 12 ani imobilizat la pat, constituind și cauza morții sale. În 1931 preotul paroh Sabin Micluța din parohia a II a, alături de preotul Traian Pețian din parohia a I a, a construit casa parohială pe locația actuală.
Cel de al doilea război mondial a adus satului sărăcie și multă tulburare. Deși armonia conlocuirii cu maghiarii și germanii din Alioș se stabilise demult evenimentele eopcii au pus-o la grea încercare. Prin sat au trecut trupele germane către Frontul de Răsărit, apoi a fost contraofensiva rusă. În timpul acesteia, după Insurecția Armatei Române, linia frontului fost trasată prin sat, În Sud- Est erau trupele ruse, în Nord-Vest trupele maghiare. În timpul schimbului de focuri un proiectil a trecut prin ferestrele turnului bisericii alterând grav structura de rezistență a acestuia. Turnul a fost refăcut în 1947 din contribuțiile sătești.

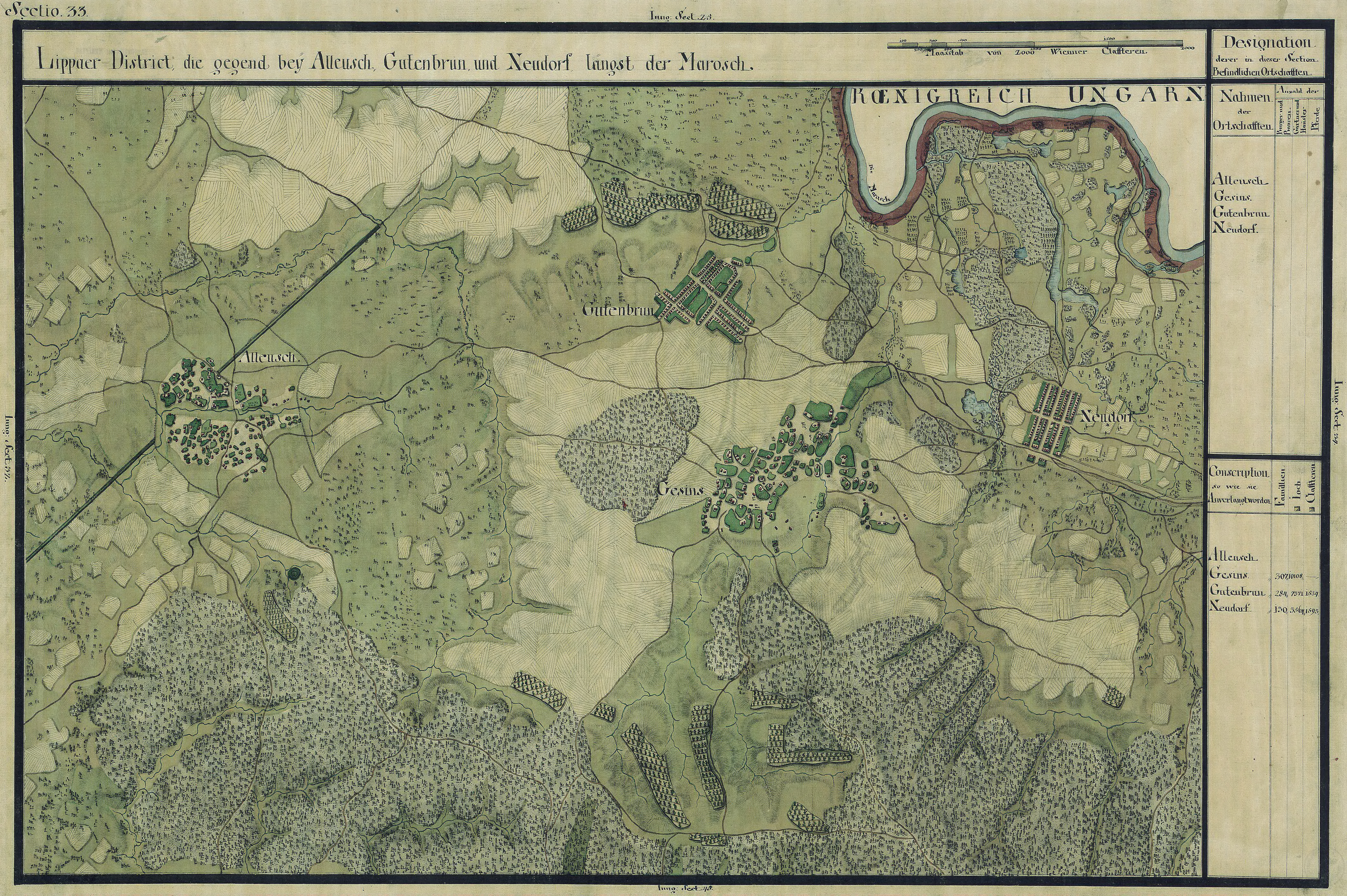
Alioș în Harta Iosefină a Banatului, 1769-72

Ocupația rusă nu a fost mai blândă cu alioșenii care își amintesc și acum că animalele pe care nu le puteau rechiziționa, soldații ruși le împușcau. (Secoșan Eftimie - martor ocular)
În 1943 Înalt Prea Sfinția Sa Vasile Lăzărescu, Mitropolitul Banatului a vizitat satul.	
Perioada comunistă a găsit sărăcit satul care prosperase în anii de după construirea căii ferate Timișoara - Radna (1896). Nefiind niciodată un sat cu mari proprietari, Alioșul a fost un sat în care mulți aveau o avere de țăran înstărit. Acest fapt a dus la colectivizarea lui rapidă. Nedreptățile vremii nu sunt uitate nici acum de cei care au avut de suferit.	
În 1970 Înalt Prea Sfinția Sa Nicolae Corneanu, Mitropolitul Banatului a săvârșit binecuvântarea bisericii în urma renovării acesteia de preotul paroh Traian Ungureanu. Finalizarea propriu zisă a lucrărilor bisericii din Alioș a avut loc în anul 2004 și a fost încununată de slujba de binecuvântare ținută de Prea Sfinția Sa Lucian Lugojanu în data de 8 septembrie. S-au executat lucrări de renovare exterioară, de pictură, pictor fiind d-nul Alexandru Crișan și totodată s-a renovat total și amenajat Casa Parohială.
În urma unei idei a Părintelui Consilier Aurel Popescu și la inițiativa Părintelui Consilier Octavian Blaga, cu binecuvântarea Prea Sfinției Sale Lucian, în prezent în Casa Parohială funcționează sub oblădiurea Mitropoliei Banatului o casă de tip familial de ocrotire a minorilor aflați în dificultate în care trăiesc patru copii. Persoana care se ocupă de aceasta este d-na presbiteră Mirela Sabău, sub îndrumarea Părintelui Consilier Cristian Pavel și a d-nului asistent social Dumitru Bejinariu. În vara anului 2005 s-au început lucrări de renovare la biserica romano-catolică.